# Kleinbahn Lüneburg–Soltau

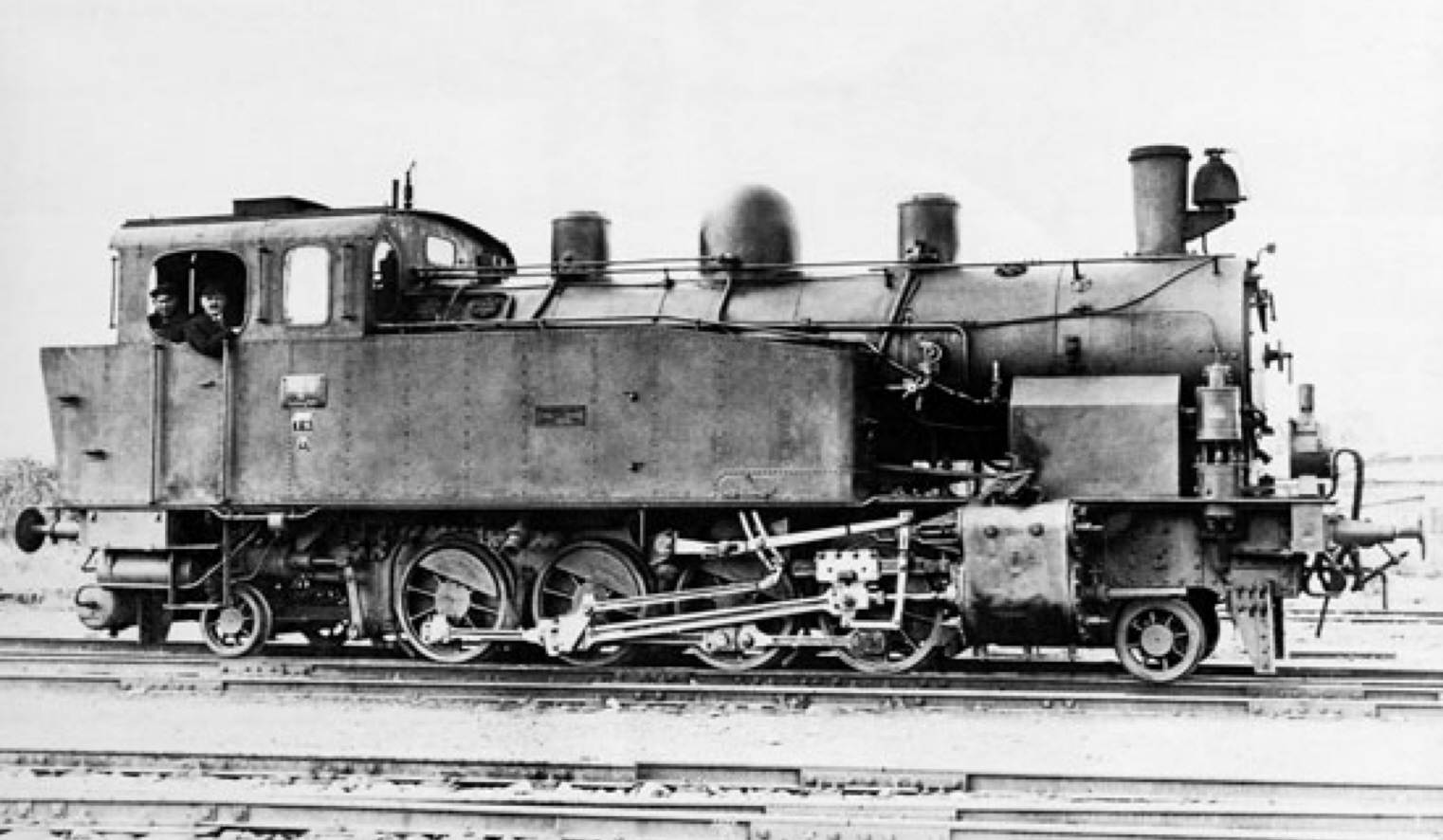
Lokomotive Nr. 8 der Kleinbahn Lüneburg–Soltau

Die Kleinbahn Lüneburg–Soltau GmbH wurde am 15. Februar 1911 vom Königreich Preußen, der Provinz Hannover, dem Landkreis Lüneburg und dem Landkreis Soltau gegründet. Sie eröffnete am 13. Juni 1913 ihre einzige Strecke von Lüneburg nach Soltau.
Die 57 km lange normalspurige „Gebirgsbahn“ führte von Lüneburg mitten durch die Lüneburger Heide über Amelinghausen-Sottorf und Hützel. Hier mündete die Kleinbahn Winsen–Evendorf–Hützel („Luhebahn“) ein. Schließlich erreichte die Strecke den Knotenpunkt Soltau.
Die Bahngesellschaft übernahm 1920 auch die Betriebsführung der Bahnstrecke Soltau–Neuenkirchen, für die sie auch die Fahrzeuge und das Personal stellte. Die Betriebsführung für beide Bahnen lag vom 1. Juni 1923 bis zum Juli 1944 in der Zuständigkeit des Landeskleinbahnamtes der Provinz Hannover. Nachdem es am 1. Januar 1944 zur Fusion der Kleinbahn-Gesellschaft mit der Kleinbahn Soltau-Neuenkirchen GmbH zur Lüneburg–Soltauer Eisenbahn GmbH gekommen war, ging diese bereits am 10. Juli 1944 in der Osthannoverschen Eisenbahnen AG auf.